# Batalha de Nínive (612 a.C.)
A batalha de Nínive de 612 a.C., também conhecida como a Queda de Nínive, era um conflito militar que decretava o fim da capital assíria Nínive, invadida pelos babilônios, e a morte de Sinsariscum (r. 626/623–612 a.C.) da Assíria. Os babilônios haviam contado com a ajuda dos medos para aniquilar a cidade.

## Evento

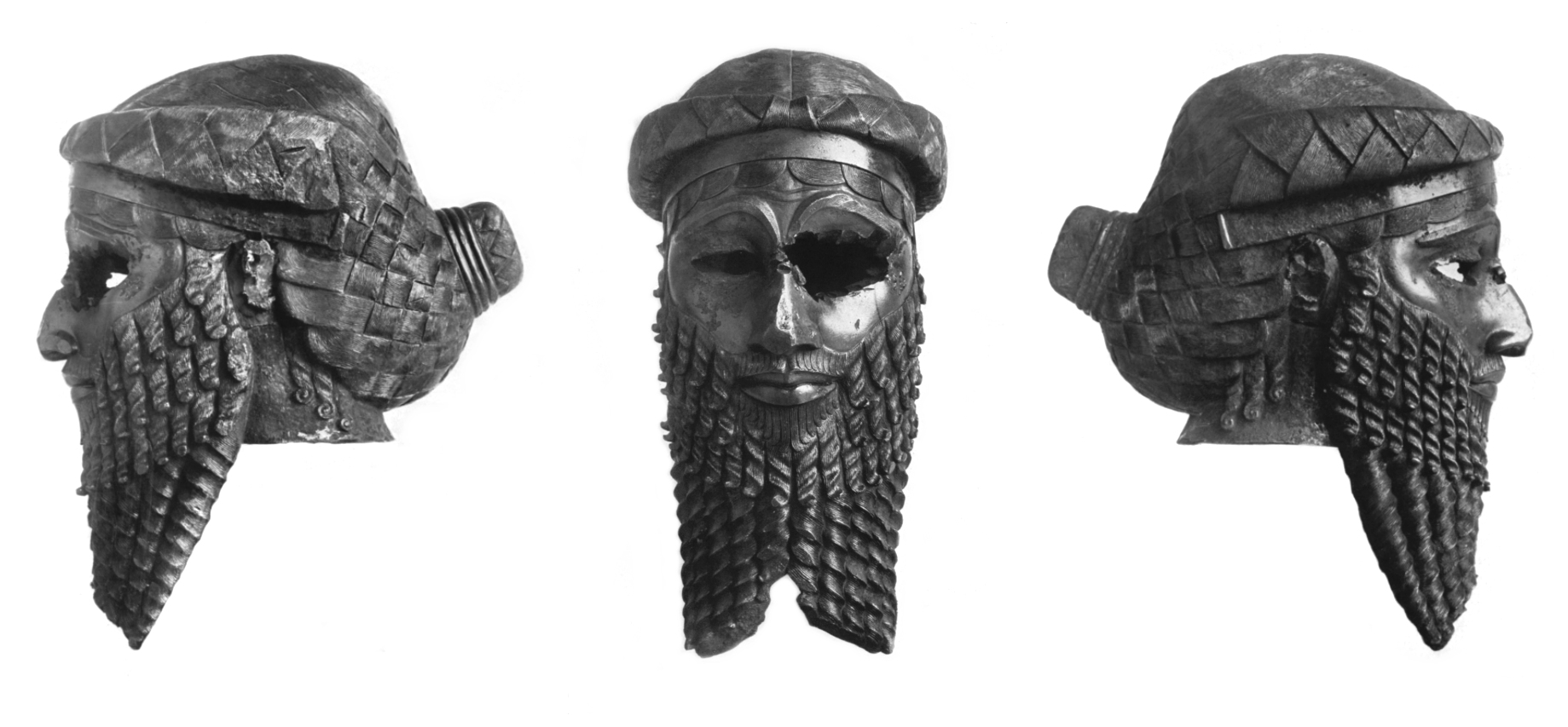
"Máscara de Sargão da Acádia", possivelmente criada em, encontrada em 1931 em Nínive, provavelmente mutilada durante a destruição da cidade assíria.

Nos finais do século VII a.C., a Babilônia havia se tornado uma potência na Mesopotâmia e no Oriente Médio. Desde então, a cidade foi cada vez mais marginalizada. Seu orgulho permaneceu, e várias vezes tentou se rebelar contra os assírios, mas nunca esteve perto de ter sucesso. Em 626 a.C., no entanto, um novo rei, Nabopolassar (r. 626–605 a.C.), percebeu que a Assíria e seus governantes estavam em decadência.
Nabopolassar levou dez anos para expulsar as forças assírias da própria Babilônia e, em 616 a.C., liderou uma invasão para a Assíria. Naquela época, outros povos descontentes estavam ansiosos para se alistar na causa da Babilônia, incluindo vários do que hoje é o Irã. Logo, o rei babilônico estava liderando um exército que incluía o povo de Susã e os citas, nômades montados (e formidáveis cavaleiros) das estepes. Os medos marcharam para o sul para tomar a Assur em 614 a.C., após fazerem também uma aliança com Nabopolassar.
Juntos, sob a liderança da Babilônia, os aliados moveram-se contra a capital assíria, Nínive. A resistência foi feroz e foram apenas três meses de luta antes da queda. A cidade foi saqueada e o rei Sinsariscum assassinado. Mesmo assim, os assírios se reuniram em torno de um novo governante em potencial, Assurubalite II (r. 612–609 a.C.), que foi derrotado mais tarde em 609 a.C..

## Profecia de Naum
O profeta Naum havia anunciado em sua profecia a destruição de Nínive pela conquista medo-babilônica com detalhe:
"O destruidor subiu contra ti. Guarda tu a fortaleza, vigia o caminho, fortalece os lombos, reforça muito o teu poder. [...] Os escudos dos seus fortes serão vermelhos, os homens valorosos estarão vestidos de escarlate, os carros como tochas flamejantes no dia da sua preparação, e os ciprestes serão terrivelmente abalados. [...] Nínive desde que existiu tem sido como um tanque de águas, porém elas agora vazam. Parai, parai, clamar-se-á; mas ninguém olhará para trás. [...] Eis que eu estou contra ti, diz o Senhor dos Exércitos, e queimarei na fumaça os teus carros, e a espada devorará os teus leõezinhos, e arrancarei da terra a tua presa, e não se ouvirá mais a voz dos teus mensageiros."